# بول لينكه (رسام)
بول لينكه (بالألمانية: Paul Linke)‏ (و. 1844 – 1917 م) هو رسام ألماني، ولد في فروتسواف، توفي في تشارلوتنبرغ، عن عمر يناهز 73 عاماً.